# Nederland op het Eurovisiesongfestival 1998
Nederland nam deel aan het Eurovisiesongfestival 1998 in Birmingham. Het was de veertigste deelname van het land op het Eurovisiesongfestival. De NOS was verantwoordelijk voor de Nederlandse bijdrage.

## Selectieprocedure
Het Nationaal Songfestival werd op 8 maart 1998 gehouden in het RAI Congrescentrum in Amsterdam. De show werd gepresenteerd door Paul de Leeuw en Linda de Mol.
In totaal deden acht artiesten mee. De winnaar werd gekozen door een expertjury en televoting.

### Uitslag
| Volgorde | Artiest                                 | Lied                       | Punten | Plaats |
| -------- | --------------------------------------- | -------------------------- | ------ | ------ |
| 1        | Sylvia Samson                           | Mijn wens voor 2000        | 38     | 7      |
| 2        | Frédérique Spigt                        | Mijn hart kan dat niet aan | 70     | 3      |
| 3        | Marco Marlé                             | Hou me nu maar vast        | 29     | 8      |
| 4        | Ryan van den Akker & Lone van Rosendaal | Over                       | 48     | 5      |
| 5        | Edsilia Rombley                         | Hemel en aarde             | 138    | 1      |
| 6        | Nubia                                   | Ze kwamen overzee          | 65     | 4      |
| 7        | Nurlaila                                | Alsof je bij me bent       | 84     | 2      |
| 8        | Claudia Nelson                          | Zintuigen                  | 40     | 6      |

## In Birmingham
Nederland moest tijdens het Eurovisiesongfestival als 18de van 25 landen aantreden, na Cyprus en voor Zweden. Op het einde van de puntentelling stond Edsilia Rombley op de vierde plaats met 151 punten, maar door een misverstand met de punten van Spanje ging hier nog één punt af. Van België en Hongarije ontving de Nederlandse inzending het maximum van 12 punten.

### Gekregen punten
| 12 punten            | 10 punten                                 | 8 punten                                    | 7 punten                                             | 6 punten                |
| -------------------- | ----------------------------------------- | ------------------------------------------- | ---------------------------------------------------- | ----------------------- |
| - België - Hongarije | - Ierland - Kroatië - Verenigd Koninkrijk | - Griekenland - Israël - Noorwegen - Zweden | - Finland - Malta - Portugal - Turkije - Zwitserland | - Duitsland - Slowakije |
| 5 punten             | 4 punten                                  | 3 punten                                    | 2 punten                                             | 1 punt                  |
| - Frankrijk - Polen  | - Spanje                                  | - Noord-Macedonië                           |                                                      |                         |

### Punten gegeven door Nederland
Punten gegeven in de finale:
| 12 punten | Duitsland           |
| 10 punten | België              |
| 8 punten  | Malta               |
| 7 punten  | Verenigd Koninkrijk |
| 6 punten  | Israël              |
| 5 punten  | Zweden              |
| 4 punten  | Kroatië             |
| 3 punten  | Noorwegen           |
| 2 punten  | Estland             |
| 1 punt    | Turkije             |

1956 · 1957 · 1958 · 1959 · 1960 · 1961 · 1962 · 1963 · 1964 · 1965 · 1966 · 1967 · 1968 · 1969 · 1970 · 1971 · 1972 · 1973 · 1974 · 1975 · 1976 · 1977 · 1978 · 1979 · 1980 · 1981 · 1982 · 1983 · 1984 · 1985 · 1986 · 1987 · 1988 · 1989 · 1990 · 1991 · 1992 · 1993 · 1994 · 1995 · 1996 · 1997 · 1998 · 1999 · 2000 · 2001 · 2002 · 2003 · 2004 · 2005 · 2006 · 2007 · 2008 · 2009 · 2010 · 2011 · 2012 · 2013 · 2014 · 2015 · 2016 · 2017 · 2018 · 2019 · 2020 · 2021 · 2022 · 2023 · 2024 · 2025